# Jan Morávek
Jan Morávek (ur. 1 listopada 1989 w Pradze) – czeski piłkarz występujący na pozycji pomocnika w czeski klubie Bohemians 1905.

## Życiorys
Jest wychowankiem klubu Bohemians 1905. W 2009 roku został zawodnikiem FC Schalke 04. W Bundeslidze zadebiutował 13 września 2009 w meczu przeciwko 1. FC Köln (2:1). W 2010 roku został wypożyczony na jeden sezon do 1. FC Kaiserslautern. Od początku 2012 roku jest zawodnikiem FC Augsburg.